# Sniper: Ghost Warrior Contracts
Sniper: Ghost Warrior Contracts ist ein Taktik-Shooter, der von CI Games entwickelt und veröffentlicht wurde. Es ist das fünfte Spiel der Sniper:-Ghost-Warrior-Reihe und die Fortsetzung von Sniper: Ghost Warrior 3. Das Spiel wurde weltweit am 22. November 2019 für Microsoft Windows, PlayStation 4 und Xbox One veröffentlicht. Es erhielt recht positive Kritiken von Kritikern, wobei einige Rezensenten es als eine Verbesserung gegenüber seinen Vorgängern bezeichneten.

## Spielprinzip
Im Gegensatz zu seinem Vorgänger Sniper: Ghost Warrior 3 verwendet Sniper: Ghost Warrior Contracts ein missionsbasiertes Gameplay, anstatt sich auf das Open-World-Format zu konzentrieren. Das Spiel bietet fünf große Karten, die es den Spielern ermöglichen, insgesamt fünfundzwanzig Missionen mit unbefristeten Verträgen zu erfüllen.
Das Spiel enthält einen von Sniper: Ghost Warrior 3 neu gestalteten Fähigkeitsbaum, der vier Stufen enthält, die durch Geldausgabe Stufe für Stufe freigeschaltet werden können. Es enthält neue „Vertragsmarken“, die von den Hauptzielen herrühren, „Challenge-Marken“, die durch das Bewältigen zusätzlicher Herausforderungen erworben werden können, und „Intel-Marken“ sind Sammlerstücke oder Kopfgelder, die alle ein Muss sind, um Zugang zu höherwertigen Fertigkeiten und Waffen mit großem Schaden und Ausladungen zu erhalten.

## Handlung
Sibirien hat nach einem Krieg mit Russland und der Mongolei seine Unabhängigkeit beansprucht. Nergui Kurchatov, der Premierminister Sibiriens, steht der Hoffnung des Volkes auf eine gerechte Verteilung des Reichtums skeptisch gegenüber und wird bald ein autokratischer Herrscher. Angesichts der Korruption und des Machtmissbrauchs der neuen Regierung wird eine bewaffnete Opposition gegründet, die sich die Siberian Wolves nennt. Ein Scharfschütze wird von einem mysteriösen Sponsor auf eine Reihe gefährlicher Missionen geschickt. Nachdem er mehrere wichtige Ziele ausgeschaltet hat, ist Kurchatov das letzte auf der Liste.

## Entwicklung und Veröffentlichung
Sniper: Ghost Warrior Contracts wurde von CI Games entwickelt, dem Entwickler der Sniper:-Ghost-Warrior-Serie. Es konzentriert sich auf mehrere Sandboxen anstelle einer Open-World, nachdem der CEO von CI Games, Marek Tymiński, einen „großen Fehler“ bei der Jagd nach AAA mit Sniper: Ghost Warrior 3 eingestanden hat. Das Spiel wurde im August 2018 angekündigt und erhielt sein erstes Gameplay während der E3 2019.
Sniper: Ghost Warrior Contracts verwendet die CryEngine von Crytek, die dieselbe Engine wie in Sniper: Ghost Warrior 2 und Sniper: Ghost Warrior 3 ist.
Sniper: Ghost Warrior Contracts wurde am 22. November 2019 weltweit für Microsoft Windows, PlayStation 4 und Xbox One veröffentlicht, als das Spiel nur im Einzelspielermodus verfügbar war. Ein Mehrspielermodus wurde später im März 2020 in das Spiel aufgenommen.

## Rezeption
Sniper: Ghost Warrior Contracts erhielten laut Bewertungsaggregator Metacritic „gemischte oder durchschnittliche“ Bewertungen.
David Jagneaux von IGN bewertete es mit 7,3. Er genoss die intensive Atmosphäre des Spiels, empfand die Größe der Karten jedoch als ein Hindernis. Er mag auch die Anzahl der Geräte, die der Spieler verwenden kann.
Daniel Weissenberger von Game Critics verglich das Spiel mit seinen Vorgängern und schrieb „[Sniper: Ghost Warrior Contracts] macht so viel Richtig, dass es mich fast schmerzt, seinen größten Makel zur Sprache zu bringen...“ Der Mangel besteht darin, dass der Einsatz von Geräten wie Maske und Drohne nur begrenzt möglich ist.
Eurogamer Italia gab eine Punktzahl von 7 und kommentierte, dass das Spiel gut für Spieler ist, die nach Sniping-Spielen suchen, aber es gibt bessere Produkte auf dem Markt.

### Verkäufe
Bis Januar 2020 wurden 250.000 Exemplare des Spiels verkauft. Bei CI Games wurde ein Anstieg der Verkaufszahlen auf 600.000 bis 700.000 erwartet.